# 長福寺 (多治見市)
長福寺（ちょうふくじ）は岐阜県多治見市弁天町にある聖観世音菩薩と不動明王を本尊とする真言宗智山派の寺院。東海三十六不動尊霊場三十五番。大日如来座像（多治見市有形文化財）・美濃国池田御厨某寺奉加帳（多治見市有形文化財）・銅製双身毘沙門天立像

## 歴史
鎌倉時代末期の元弘年間(1331年～1334年)に、長瀬郷の領主であった源頼氏(長瀬入道)が開基し、当時尾張国中島郡大須(現在の岐阜県羽島市桑原町大須)にあった真福寺寶生院の五世の道忍上人が開山したと伝わる。
文明年間(1496年～1487年)、領主より寺領として50石を下賜され、さらに燈明料として毎年30石の寄進があった。
正法3年(1646年)、住僧の清専は、尾張名古屋の大須観音真福寺寶生院の二十六世の信海を招いて中興開山とし、寺門興隆密法久住を念じ、信海より安養寺一流の法流を受け継ぎ法流地となり付法状を与えられた。この時から長福寺は真福寺寶生院の末寺となった。
貞享4年(1687年)、大須観音宝生院と本末格法を結び、信海を中興開山とした。
往時は土岐川の片辺にあったため、度々の河水の氾濫によって堂宇が次第に頽廃していたが
元禄2年（1689年）河岸の堤防が崩壊して堂宇が水中に没し、光圓が、本尊の観音菩薩、厨子と中に入っていた付法状、本堂の霊像経篋や古典籍の少数を移し出したものの他は失われた。
その後本土神社の西側の現在地に別当寺となって再建された。
寛延2年（1751年）、現在の順徳寺近辺に、かつて瑠璃寺という真言宗の古刹があったが、その址に是休庵と称する閑居寺を設けたが、無檀寺院であったため、明治5年(1872年)の太政官布告に基づいて岐阜県によって廃寺とされた。
宝暦4年(1754年)、栄隆の代に新築された。
天保7年(1836年)、法流地相続料として五十両を寶生院に寄付し、従来通り法流地に取り立ててほしい旨を願い出ている。
その時の「青龍山長福寺法流取建之勧化二百十人講連名簿」が残されているが、可児郡及び土岐郡内の諸氏、土岐郡内の寺院、尾張藩重臣の千村平右衛門家、尾張春日井郡半田川村の者まで、金を一分づつ寄進しており、かなり大がかりな講会が存在したことがわかる。
昭和9年(1934年)、弘法大師が入定後千百回忌の遠忌にあたり、東濃三弘法霊場を創設した。
昭和11年(1936年)、庫裏が竣工された。
昭和28年(1953年)、快典により本堂が再建された。本尊の脇仏として不動尊・大日如来(多治見市指定文化財)、聖天尊、弁財天がある。
昭和60年(1985年)、境内が整備され、水掛け地蔵が建立された。また2月の節分には豆撒き祭りで知られている。

## 文化財

### 多治見市指定文化財
- 木造大日如来坐像(室町期)
- 長福寺文書「美濃国池田御厨某寺奉加帳」